# لقاح التهاب الكبد الفيروسي ج
لقاح التهاب الكبد الفيروسي ج هو لقاح يضمن الوقاية من عدوى التهاب الكبد الفيروسي ج، ولكنه غير متوفر. على الرغم من وجود لقاحات لعلاج التهاب الكبد الوبائي أ والتهاب الكبد الوبائي ب، إلا هناك تحديات أمام تطوير لقاح التهاب الكبد الفيروسي ج. لا يوجد لقاح متوفر حاليًا، ولكن هناك العديد من اللقاحات قيد التطوير حاليًا.
تعمل معظم اللقاحات من خلال تحفيز استجابة الأجسام المضادة التي تستهدف الأسطح الخارجية للفيروسات. ومع ذلك فإن فيروس التهاب الكبد الوبائي ج يتغير بدرجة كبيرة بين السلالات ويتحول بسرعة، مما يجعل اللقاح الفعال بالغ الصعوبة. تم شرح البنية التفصيلية للبروتين المغلف السكري (إي 2)، الذي يعتقد أنه البروتين الرئيسي الذي يستخدمه الفيروس لغزو خلايا الكبد، بواسطة العلماء في معهد سكريبس للأبحاث (تي اس ار آي) في نوفمبر 2013. نظرًا لمنطقة الربط المحفوظة نسبيًا من (إي 2) إلى مستقبلات جزيء (سي دي 8 1) مستقبلات على خلايا الكبد، من المتوقع أن يمهد هذا الاكتشاف الطريق لتصميم لقاح فيروس التهاب الكبد الوبائي الذي سيحفز استجابة الأجسام المضادة مع تحييد الآثار على مجموعة واسعة من سلالات الفيروس. هناك إستراتيجية أخرى مختلفة عن اللقاح التقليدي وهي تحفيز ذراع الخلية التائية من الاستجابة المناعية باستخدام ناقلات فيروسية، ناقلات الفيروسات الغدانية التي تحتوي على أجزاء كبيرة من جينوم فيروس التهاب الكبد الوبائي نفسه، للحث على استجابة مناعية لخلية تي ضد التهاب الكبد ج.
تم القيام بمعظم العمل لتطوير لقاح خلية تائية ضد نمط وراثي معين.[بحاجة لمصدر] هناك ستة أنماط وراثية مختلفة تعكس الاختلافات في بنية الفيروس. من المحتمل أن يستهدف اللقاح الأول المعتمد فقط الطرز الوراثية (ألف1) و (بي 1)، والتي تشكل أكثر من 60% من حالات العدوى بفيروس التهاب الكبد الوبائي المزمن في جميع أنحاء العالم. على الأغلب، ستعالج اللقاحات التي تتبع اللقاح الأول المعتمد أنماطًا جينية أخرى عن طريق الانتشار.
تخضع لقاحات الجسيمات الشبيهة بالفيروس أيضًا لأبحاث مكثفة.

## لقاحات محددة
أحد الجهود التي ينطوي عليها استخدام مولد الضد اللبي لالتهاب الكبد ب الأساسي المعدلة لحمل بروتين التهاب الكبد ج. في دراسة أجريت عام 2006، تلقى 60 مريضًا أربع جرعات مختلفة من لقاح التهاب الكبد ج التجريبي. أنتج جميع المرضى أجسامًا مضادة يعتقد الباحثون أنها يمكن أن تحميهم من الفيروس. ومع ذلك، اعتبارًا من عام 2008، لا يزال يتم اختبار اللقاحات. دخلت بعض الجهود في المرحلة الأولى/ الثانية من التجارب السريرية للإنسان.
في عام 2014، ادعى باحثون من جنوب أستراليا أنهم نجحوا في علاج التهاب الكبد الوبائي ج باستخدام نوع جديد من لقاح الحمض النووي الجلدي. وذلك عن طريق الحقن المباشر في الجلد، حيث يحتوي على خلايا دم بيضاء أكثر من الأنسجة العضلية، يؤدي إلى التهاب في مكان الحقن ويجذب المزيد من خلايا الدم البيضاء. تم تطوير اللقاح لعلاج مرضى التهاب الكبد الوبائي ج، لكن الباحثين يتوقعون أنه يمكن استخدامه كلقاح وقائي لالتهاب الكبد الوبائي وفيروس العوز المناعي البشري خلال السنوات الخمس القادمة.